# پارادوکس سیگل
پارادوکس سیگل (به انگلیسی: Siegel's paradox) پدیده ای است که عدم اطمینان در مورد قیمت‌های آینده می‌تواند به‌طور نظری باعث شود مصرف‌کنندگان عقلانی موقتاً کالاهای ارجح را با کالاهای غیر ارجح معامله کنند. به عنوان بخشی از برنامه، کالاهای ارجح را پس از اینکه قیمت‌ها روشن‌تر شدند، خریداری کنند. اولین بار پارادوکس توسط جری سیگل، اقتصاددان، در سال ۱۹۷۲ مطرح شد.
این پدیده گاه به عنوان پارادوکس نامیده می‌شود، زیرا ممکن است فردی چیزی با ارزش پولی یکسان معامله کند و در عین حال به نظر برسد، ارزش پولی از تجارت به دست آورده‌است. تجزیه و تحلیل نزدیک تر نشان می‌دهد که «ارزش پولی» تجارت مبهم است، اما با این وجود، بسته به سناریو، چنین معاملاتی اغلب مطلوب است.

## مثال پرتقال و سیب
اقتصاددان فیشربلکدر سال ۱۹۹۵ به تصویر زیر اشاره کرد:
فرض کنید که نرخ تبادل بین کشوری که مصرف‌کنندگان، سیب را ترجیح می‌دهند و کشوری که مصرف‌کنندگان، پرتقال را ترجیح می‌دهند در حال حاضر ۱: ۱ است اما سال آینده تغییر خواهد کرد که ۲: ۱ یا ۱: ۲ با احتمال برابر است. فرض کنید یک مصرف‌کننده سیب، یک سیب را با یک پرتقال از مصرف‌کننده پرتقال تبادل می‌کند. مصرف‌کننده سیب اکنون یک سیب را با یک پرتقال معاوضه کرده‌است که در سال آینده قیمت مورد انتظار آن ۱٫۲۵ سیب است. مصرف‌کننده پرتقال هم، اکنون یک پرتقال برای سیب داده‌است، که در سال آینده انتظار می‌رود ارزش آن ۱٫۲۵ پرتقال باشد؛ بنابراین هر دو به نظر می‌رسد که از مبادله به‌طور متوسط بهره‌مند شده‌اند.

## مثال دلار آمریکایی و کانادایی
اینطور فرض می‌شود که هم‌اکنون ارزش دلار آمریکایی ($) برابر با دلار کانادایی (C$) است یعنی می‌توان یک دلار آمریکایی را با یک دلار کانادایی معاوضه کرد.
بازار انتظار دارد که پس از گذشت یک سال به احتمال پنجاه درصد ارزش دلار آمریکایی ۱۰ درصد افزایش یابد و به احتمال پنجاه درصد ارزش دلار آمریکایی ۱۰ درصد کاهش یابد. آنگاه مسئله بدین گونه حل می‌شود:
اگر فرد مورد نظر در آمریکا زندگی کند، مسئله را بدین گونه می‌بیند که به احتمال ۵۰ درصد ارزش دلار آمریکایی ۱٫۱ برابر کانادایی است و به احتمال ۵۰ درصد دلار آمریکایی ۰٫۹ برابر کانادایی است.
بنابراین امید ریاضی نرخ تبادل به شکل زیر بدست می‌آید:
{\displaystyle E(\$/C\$)=(0.5)(1.1)+(0.5)(0.9)=1}
در نتیجه سرمایه‌گذار آمریکایی انتظار دارد نرخ تبادل در سال آینده ۱ باشد.
اما اگر فرد مورد نظر در کانادا می‌زیست اوضاع چگونه بود؟
در این حالت به احتمال پنجاه درصد ارزش دلار کانادایی{\displaystyle {\tfrac {1}{1.1}}} برابر آمریکایی و به احتمال پنجاه درصد برابر {\displaystyle {\tfrac {1}{0.9}}} است.
{\displaystyle 1/E(C\$/\$)=1/[(0.5)(1/1.1)+(0.5)(1/0.9)]=0.99}
اینطور به نظر می‌رسد که نرخ تبادل در آمریکا با کانادا متفاوت است. به هم نزدیک هستند اما دقیقاً برابر نیستند. این موضوع به پارادوکس سیگل معروف است.
توضیح ریاضی برای اینکه چرا دو انتظارات برابر نیستند وجود دارد.
به خصوص در مواقعی که نرخ تبادل، متغیر تصادفی X باشد و سرمایه‌گذار آمریکایی {\displaystyle E(x)}و سرمایه‌گذار کانادایی {\displaystyle 1/E(1/x)} را محاسبه کند، این دو مقدار به دلیل چیزی به نام نابرابری یانسن باهم مطابقت ندارند، که به این معناست:
{\displaystyle E(x)>1/E(1/x)}
{\displaystyle E(1/x)>1/E(x)}
سؤال اصلی این است که این پارادوکس چه تأثیری بر اقتصاد دارد؟
هیچ اثر اقتصادی واقعی از پارادوکس سیگل وجود ندارد. به نظر می‌رسد یک توهم مالی باشد. آنچه در بازارهای واقعی اتفاق می‌افتد، این است که قیمت‌ها و نرخ‌ها در هر دو کشور به‌طور معمول برای جلوگیری از این ناهنجاری‌های سودمند تنظیم می‌شود.

## میانگین هندسی
رویکرد متفاوتی به پارادوکس سیگل توسط دو ریاضیدان پیشنهاد شده‌است. بدین گونه که آن‌ها نشان می‌دهند که تنها راه ممکن برای جلوگیری از پرداخت پول بدون ریسک در چنین مبادلاتی که مبنی بر آینده است، محاسبه میانگین وزن‌دار هندسی نرخ‌های آتی است. وزن‌های میانگین هندسی بستگی به احتمال نرخ‌ها در آینده دارد. به شکل نمونه در مثال پرتقال و سیب مصرف‌کنندگان باید با نرخ {\displaystyle \surd {2\times {\tfrac {1}{2}}}}واحد از هر محصول مبادله کنند تا هیچ‌کدام متضرر نشوند.